# Пътят на възмездието
„Пътят на възмездието“ (на португалски: Avenida Brasil) е бразилска теленовела, създадена от Жоао Емануел Карнейро. Тя постига изключително голям успех в Бразилия. Последният епизод е гледан от рекордните 80 милиона души.

## В България
В България сериалът започва излъчване на 2 декември 2013 г. по Нова телевизия и спира на 6 януари 2014 г. На 28 март започва отначало по Диема Фемили и завършва на 12 ноември. Ролите се озвучават от Ани Василева, Ася Братанова, Лиза Шопова, Стефан Сърчаджиев – Съра, Димитър Иванчев и Александър Воронов.